# Lactún
Lactún  o Lactum es una localidad del estado de Yucatán, México, población del municipio de Chicxulub Pueblo

## Localización
Lactún se encuentra al poniente de la carretera que comunica a Chicxulub Pueblo con Chicxulub Puerto.

## Infraestructura
- Una exhacienda todavía habitada.

## Demografía
Según el censo de 2005 realizado por el INEGI, la población de la localidad era de 0 habitantes.
| 23                          | 21 | 32 | 22 | 12 | 17 | 50 | 6 | 3 | ? | 0 | ? | 0 |
| (Fuente: INEGI [Consultar]) |    |    |    |    |    |    |   |   |   |   |   |   |

## Galería

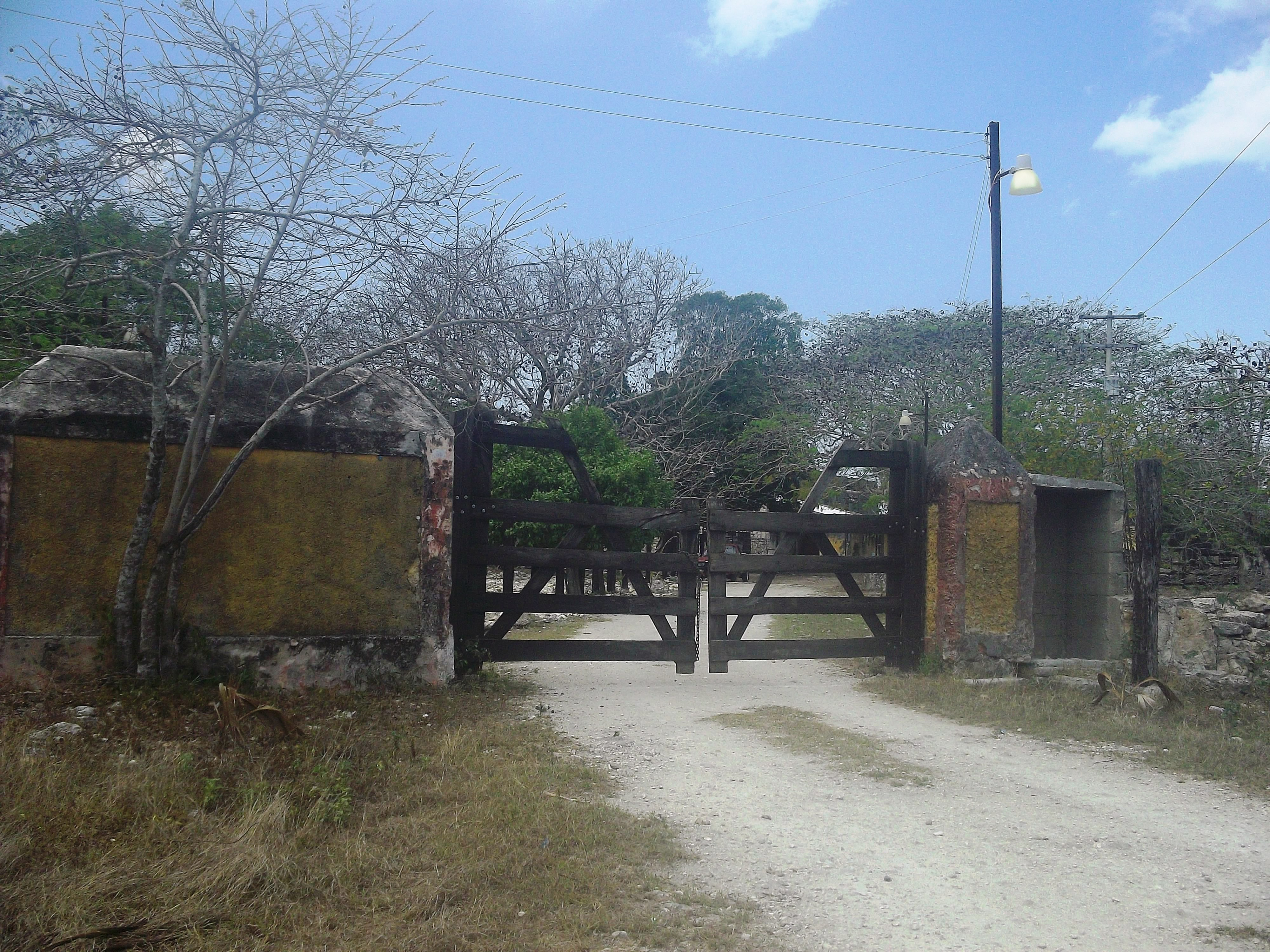
Entrada de la hacienda Lactún.
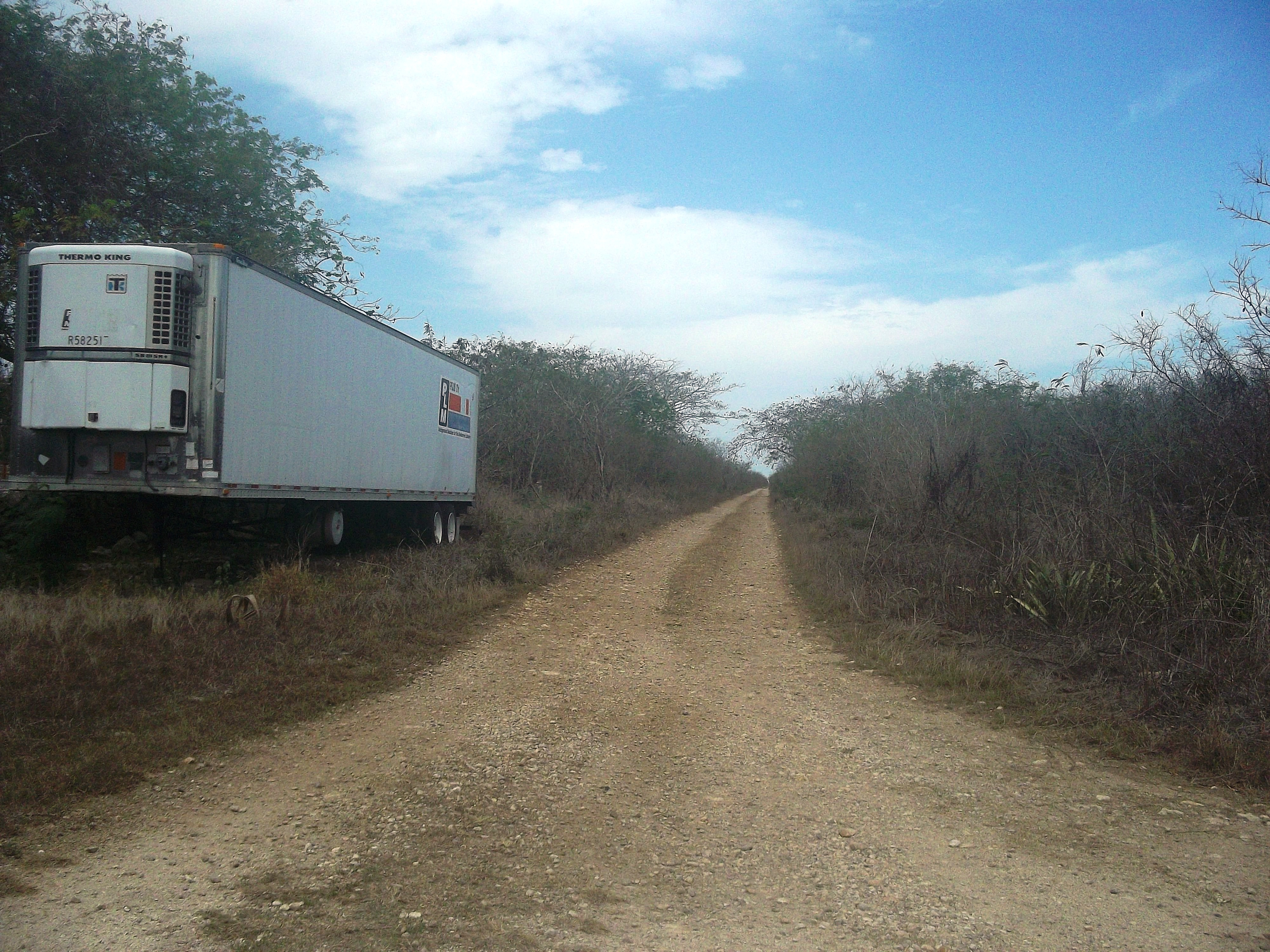
Antiguo camino de tren.